# To the Death
To the Death é o sexto álbum de estúdio da banda Earth Crisis, lançado a 5 de Maio de 2009.

## Faixas
1. "Against the Current"
2. "To Ashes"
3. "So Others Live"
4. "Security Threat #1"
5. "When Slaves Revolt"
6. "Plague Bearers"
7. "Control Through Fear"
8. "Cities Fall"
9. "Eye of Babylon"
10. "What Horrifies"
11. "To the Death"

## Créditos
- Karl Buechner - Vocal
- Scott Crouse - Guitarra
- Erick Edwards - Guitarra
- Ian Edwards - Baixo
- Dennis Merrick - Bateria